# Alluaudia ascendens
Espèce
Alluaudia ascendens est une plante de la famille des Didiereaceae endémique localisée dans la vallée du Mandrare au sud de Madagascar, croissant sur sables alluvionnaires.

## Synonymes
- Didierea ascendens Drake

- Nom commun malagasy: Fantsiolotse

## Description
Arbres ou arbustes épineux.
Alluaudia ascendens est l'espèce d'Alluaudia la plus haute, sa taille courante est de 5 à 10 mètres mais elle peut atteindre 12 voire 15 mètres.
L'arbuste se développe initialement sous la forme d'une seule tige, d'un diamètre atteignant 30 cm, voire 50. Une faible ramification se met en place à partir de 2 à 4 mètres de hauteur, formant une couronne ascendante massive en forme de V.
L'écorce est terne, brun verdâtre ou grisâtre, et ressemble à une peau d'éléphant enroulée.
Les épines sont persistantes, célibataires, mesurent 1,5 à 2 cm de long, coniques, disposées de manière irrégulière le long des tiges, de couleur grisâtre.

## Usages
Le bois d'Alluaudia ascendens est utilisé localement dans la construction d'habitations. Il sert également de combustible, notamment sous la forme de charbon de bois.